# Филлипс, Энтони
Энтони Эдвин Филлипс (англ. Anthony Edwin Phillips; 23 декабря 1951, Лондон, Англия) — британский музыкант, композитор, продюсер и певец, участник группы Genesis (с 1967 по 1970 годы). Принимал участие в записи двух первых альбомов этой группы From Genesis to Revelation и Trespass, в июле 1970 года покинул группу (после долгих поисков на его место был взят Стив Хэкетт). Спустя некоторое время начал сольную карьеру, а также сотрудничество с другими музыкантами, в частности, группой Camel.

## Биография
Энтони Филлипс начал учиться играть на гитаре еще во время учёбы в начальной школе, наибольшее влияние в это время на него оказала британская инструментальная группа The Shadows. В апреле 1965 года он поступил учиться в школу Чартерхаус, где вскоре познакомился с Майком Резерфордом, а затем Тони Бэнксом, Крисом Стюартом и Питером Гэбриелом, будущими основателями Genesis. В то время Филлипс и Резерфорд участвовали в школьной группе под названием «Anon», а Бэнкс, Гэбриел и Стюарт — в группе под названием «Garden Wall».
В январе 1967 года, после того, как обе школьные группы распались, была образована группа Genesis. В составе Genesis Филлипс пробыл до 1970 года и участвовал в записи двух первых альбомов: From Genesis to Revelation (1969) и Trespass (1970). В июле 1970 года из-за проблем со здоровьем и периодической  боязни сцены он покинул группу и затем потратил несколько лет на совершенствование своей музыкальной квалификации, которую считал очень ограниченной. К 1974 году Филлипс стал настолько квалифицированным музыкантом, что уже сам давал уроки студентам. С 1977 года он начал играть на классической гитаре и фортепиано и изучал оркестровку.
Сольная дискография Филлипса началась с выхода его дебютного альбома The Geese & the Ghost (март 1977), запись которого происходила в период с октября 1974 по ноябрь 1976. В работе над этим альбомом приняли участие бывшие коллеги Филлипса по группе Genesis Майк Резерфорд, Фил Коллинз (вокал которого можно услышать на нескольких композициях), а также Джон Хэкетт (брат Стива Хэкетта) и много других музыкантов. Этот альбом, стиль которого напоминает последнюю работу Филлипса в составе Genesis — Trespass, а также следующий за ним Nursery Cryme, достиг позиции 191 в Billboard 200 и выдержал несколько переизданий (последнее в 2015 г.).
В мае 1978 года вышел второй сольный альбом Wise After the Event, по своему музыкальному звучанию продолжающий линию предыдущего. В записи этого альбома уже не участвовали другие члены группы Genesis, но были приглашены другие музыканты, в том числе, Майкл Джайлз и Мел Коллинз, бывшие участники King Crimson. Основной вокал был исполнен самим Филлипсом. Альбом получил смешанные отзывы критики, одно из критические замечаний состояло в том, что вокал Филлипса значительно уступает его инструментальной игре, и было бы лучше пригласить другого вокалиста. В ноябре того же года Филлипс выпустил свой третий альбом под названием Private Parts & Pieces, состоящий из деми-версий и другого нереализованного материала, в том числе, материала, относящегося к раннему периоду его сотрудничества с Майком Резерфордом. Этот альбом был тепло принят критиками. Далее в течение примерно двадцати лет Филлипс регулярно выпускал студийные альбомы, в среднем приблизительно по одному альбому в год, при этом музыкальное звучание постепенно менялось от «напоминающего ранний Genesis» в сторону поп-рока. В настоящий момент число его сольных альбомов перевалило за тридцать.

## Дискография

### С группой Genesis
- From Genesis to Revelation (1969)
- Trespass (1970)

### Сольные альбомы
- The Geese & the Ghost (1977)
- Wise After the Event (1978)
- Private Parts & Pieces (1978)
- Sides (1979)
- Private Parts & Pieces II: Back to the Pavilion (1980)
- 1984 (1981)
- Private Parts & Pieces III: Antiques (1982, with Enrique Berro Garcia)
- Invisible Men (1983, with Richard Scott)
- Private Parts & Pieces IV: A Catch at the Tables (1984)
- Private Parts & Pieces V: Twelve (1985)
- Ahead of the Field: Music for TV and Film (1985)
- Private Parts & Pieces VI: Ivory Moon (1986)
- Private Parts & Pieces VII: Slow Waves, Soft Stars (1987)
- Tarka (1988, with Harry Williamson)
- Missing Links Volume One: Finger Painting (1989)
- Slow Dance (1990)
- Private Parts & Pieces VIII: New England (1992)
- Sail the World (1994)
- Missing Links Volume Two: The Sky Road (1994)
- Gypsy Suite (1995, with Harry Williamson)
- The Living Room Concert (1995)
- The Meadows of Englewood (1996, with Guillermo Carlos Cazenave)
- Private Parts & Pieces IX: Dragonfly Dreams (1996, with Enrique Berro Garcia)
- Missing Links Volume 3: Time and Tide (1997, with Joji Hirota)
- Live Radio Sessions (1998, with Guillermo Cazenave)
- Private Parts & Pieces X: Soirée (1999)
- Radio Clyde (2003, recorded in 1978)
- Field Day (2005)
- Wildlife (2007, with Joji Hirota)
- Missing Links Volume IV: Pathways & Promenades (2009)
- Seventh Heaven (2012, with Andrew Skeet)
- Private Parts & Pieces XI: City of Dreams (2012)